# 2 Girls 1 Cup
2 Girls 1 Cupとは、インターネットに存在するポルノ映像で、2007年にMFX Media が制作したブラジルのスカトロ・フェティッシュポルノ映画、 『Hungry Bitches』の予告編の非公式ニックネーム。

## 内容
女性二人がカップに排泄し、また互いの口内に嘔吐しあう。それを何の規制もなしに写している、大変ショッキングな内容である。その間Hervé Royの楽曲『Lovers Theme』が流れる。このビデオは、それ自体またその生々しい内容がそれまで見たことのない視聴者の反応を引き起こしたことで、最も有名なショッキング・ビデオのひとつとなった。2007年10月中旬頃から、YouTubeをはじめとする動画共有サイトには、初めて観た人たちの反応を収めた動画も溢れた。

## 真偽
視聴者は、見かけ上の糞便が実際にはリフライドビーンズ（フリホレス）、アイスクリーム、ピーナッツバターなどの食品であるのではないかとの推測や、嘔吐物は本物であるが、胃に到達する前に吐き戻されたもので、嘔吐物に胃酸は含まれていないと推測する人もいるが、ビデオでは、嘔吐物の大半は口に入っていない。その後刑事裁判にかけられ、その際にポルノグラファーのマルコ・アントニオ・フィオリト（Marco Antônio Fiorito）は、排泄物の正体はチョコレートアイスクリームだと主張したが、失敗に帰した。